# B-Sides & Rarities (álbum de Deftones)
B-Sides & Rarities é a primeira compilação da banda Deftones, lançado a 4 de Outubro de 2005.
O álbum possui um CD e DVD com b-sides, músicas raras do grupo com outras bandas. O DVD inclui também multimédia da banda e a videografia completa.
| Críticas profissionais                                                      | Críticas profissionais |
| Avaliações da crítica                                                       | Avaliações da crítica  |
| Fonte                                                                       | Avaliação              |
| --------------------------------------------------------------------------- | ---------------------- |
| AbsolutePunk.net                                                            | (86%)                  |
| allmusic                                                                    | [ 2 ]                  |
| Stylus Magazine                                                             | [ 3 ]                  |
| Esta tabela precisa de ser acompanhada por texto em prosa. Consulte o guia. |                        |

## CD
1. "Savory" (cover de Jawbox) – 4:35
2. "Wax and Wane" (cover de Cocteau Twins) – 4:09
3. "Change (In the House of Flies)" (Acústico) – 5:16
4. "Simple Man" (cover de Lynyrd Skynyrd) – 6:19
5. "Sinatra" (cover de Helmet) – 4:43
6. "No Ordinary Love" (cover de Sade) – 5:34
7. "Teenager (Idiot Version)" – 3:45
8. "Crenshaw Punch / I'll Throw Rocks At You" – 4:48
9. "Black Moon" – 3:18
10. "If Only Tonight We Could Sleep" (cover de The Cure) – 5:07
11. "Please Please Please Let Me Get What I Want" (cover de The Smiths) – 2:01
12. "Digital Bath" (Acústico) – 4:48
13. "The Chauffeur" (cover de Duran Duran) – 5:21
14. "Be Quiet and Drive (Far Away)" (Acústico) – 4:32

## DVD
1. "7 Words"
2. "Bored"
3. "My Own Summer (Shove It)"
4. "Be Quiet and Drive (Far Away)"
5. "Change (In the House of Flies)"
6. "Back To School (Mini Maggit)"
7. "Digital Bath"
8. "Minerva"
9. "Hexagram"
10. "Bloody Cape"
11. "Engine Number 9"
12. "Root"